# Georges Jacobs de Hagen
Georges Jacobs de Hagen, właśc. Georges Christian Henri Xavier Marie Ghislain Jacobs de Hagen (ur. 4 września 1940 w Brukseli) – belgijski przedsiębiorca, menedżer i działacz gospodarczy, dyrektor generalny koncernu UCB, prezes Konfederacji Europejskiego Biznesu UNICE.

## Życiorys
Absolwent prawa (1962) i ekonomii (1964) na Katolickim Uniwersytecie w Lowanium. W 1965 uzyskał tytuł zawodowy MA z ekonomii na Uniwersytecie Kalifornijskim. Od 1966 pracował w Międzynarodowym Funduszu Walutowym. W 1970 dołączył do koncernu farmaceutycznego UCB. Pełnił różne funkcje w jego strukturach, zaś w latach 1987–2004 był prezesem i CEO tego przedsiębiorstwa. Został dyrektorem i przewodniczącym komitetu wykonawczego UCB. Powoływany również w skład organów nadzorczych i zarządzających licznych przedsiębiorstw
Jako działacz gospodarczy był przewodniczącym federacji skupiającej belgijskich przemysłowców, stanął także na czele Polsko-Belgijsko-Luksemburskiej Izby Handlowej. Był wiceprezesem, a od 1998 do 2003 prezesem konfederacji UNICE. Reprezentował tę organizację jako obserwator z ramienia europejskich partnerów społecznych w Konwencie Europejskim.